# 美國高地 (南極洲)
美國高地是南極洲的高地，位於伊麗莎白公主地，處於蘭伯特冰川以東，海拔高度2,800米，該高地在1939年1月11日由美國探險家發現和命名。
72°30′S 78°00′E / 72.500°S 78.000°E